# Rhoden
Rhoden là một đô thị thuộc huyện Harz, bang Sachsen-Anhalt, Đức. Đô thị Rhoden có diện tích 9,36 km², dân số thời điểm ngày 31 tháng 12 năm 2006 là 464 người.